# Fighter Wing – Eine Reise in die Welt der modernen Kampfflugzeuge
Fighter Wing – Eine Reise in die Welt der modernen Kampfflugzeuge (Originaltitel: Fighter Wing: A Guided Tour of an Air Force Combat Wing) ist ein Sachbuch von Tom Clancy. Es behandelt moderne Kampfflugzeuge der United States Air Force.

## Inhalt
Das Buch beginnt mit der Erklärung der Grundbegriffe der (Militär-)Fliegerei, so erklärt Clancy kurz Schub, dynamischen Auftrieb, Strömungswiderstand, Triebwerke, Stealth, Avionik, Sensoren und das HUD.
Danach porträtiert er kurz verschiedene Flugzeuge der Air Force: Die B-2A Spirit, die F/A-22 Raptor, die F-15 Eagle sowie die F-15E Strike Eagle – mit der ein Mitarbeiter Clancys auch selber auf dem Sitz des Waffensystemoffiziers geflogen ist und der hier einen Erfahrungsbericht veröffentlicht. Außerdem wird die F-16C Fighting Falcon sowie die B-1B Lancer beschrieben. Ein weiteres Porträt gibt es zum KC-135R Stratotanker, einem Tankflugzeug und der E-3C Sentry, einem AWACS. Clancy beschreibt außerdem detailliert alle modernen Waffen, sowohl Luft-Luft wie Luft-Boden Waffen.
Weiterhin enthält das Buch ein Interview mit General Chuck Horner und Col. John Warden, größtenteils über Desert Storm. Ein nächster Abschnitt des über 400 Seiten starken Buches beschäftigt sich mit dem Air Combat Command.
Dann geht Clancy über in den praktischen Teil: Er begleitet das 366. Geschwader The Gunfighters, welches seit dem Zweiten Weltkrieg existiert und heute von der Mountain Home Air Force Base in Idaho operiert. In diesem Kapitel beschreibt Clancy zuerst das Konzept des Geschwaders, geht kurz auf seine Geschichte ein und beschreibt dann die verschiedenen Kampfgruppen, die im 366. zusammengefasst sind. Danach macht sich Clancy mit den Gunfighters auf zur Nellis AFB in Nevada, um die Übung Green Flag 94-3 zu beobachten und detailliert zu beschreiben.
Als letztes Kapitel schreibt Clancy noch einen kleinen Thriller im Sachbuch, in dem er die 366. zu einem fiktiven Einsatz nach Vietnam schickt. Hier beschreibt Clancy, wie eine Verlegung des Geschwaders ablaufen würde und lässt die amerikanische Einheit die Gegner wie selbstverständlich besiegen.